# USS Puritan (1865)
Монитор «Пуританин» (англ. Puritan) — большой «океанский» монитор, спроектированный Джоном Эрикссоном для американского флота. Представлял собой развитие проекта однобашенного монитора «Диктатор», с ещё более мощными орудиями. В связи с окончанием Гражданской Войны и финансовыми затруднениями постройка корабля не была завершена; в 1874 году, под видом «достройки», корпус старого монитора был сдан на лом, и под тем же названием заложен новый, современный корабль.

## История
В 1862 году американский флот, воодушевленный успехом USS Monitor в бою на Хэмптонском рейде, решил создать несколько крупных, мореходных мониторов, пригодных не только для береговых операций но и для океанской службы. В апреле 1862 было начато проектирование нескольких серий подобных кораблей. Однако при этом выявилось расхождение во взглядах между флотом и автором самой идеи мониторов — Джоном Эрикссоном; последний считал наиболее выгодными крупные однобашенные корабли, вооруженные двумя орудиями максимально возможного калибра. По его предложению в 1862 году был заказан очень крупный быстроходный монитор «Протектор», позже переименованный в «Диктатор».
Флот, однако, испытывал закономерные сомнения в эффективности крупных однобашенных мониторов. Хотя в морском бою такие корабли были бы, несомненно, эффективны, очень медленный темп стрельбы делал их малоэффективными при обстреле береговых укреплений. Поэтому флот заложил в 1862 серию двухбашенных мониторов «Миантономо» на государственных военных верфях.
Летом 1862 года Эрикссон получил заказ на проектирование и постройку большого океанского монитора для флота. Первоначальный проект предусматривал океанский монитор с двумя башнями главного калибра; однако, в ходе долгих споров, Эрикссон сумел настоять на своем и переработал проект в развитие «Диктатора» с единственной башней главного калибра, вооруженной ещё более мощными пушками. Исходный проект с двумя башнями был позднее развит флотом в серии двухбашенных океанских мониторов «Каламазу».

## Конструкция
По конструкции «Пуританин» развивал проект «Диктатора», являясь, по сути дела, его увеличенной версией. Корпус его был длинным и узким, рассчитанным на достижение высокой скорости. Длина его составляла 103,6 метра, ширина — 15,2 метра и осадка — 6,1 метра. Полное водоизмещение составляло (согласно проекту) 4990 тонн. 
Подобно всем мониторам, спроектированным Эрикссоном, корпус «Диктатора» имел выступ в верхней части борта, образованный толстой деревянной подкладкой под броневым поясом. Ширина выступа составляла более 0,55 метра. По мнению Эрикссона, подобный выступ защищал корабль от тарана неприятеля. 
На гладкой палубе монитора устанавливалась единственная вращающаяся броневая башня, единственная дымовая труба и за ней — вытяжной патрубок вентилятора. Позднее, по образцу «Диктатора», проект был доработан с установкой легкой навесной палубы между башней и трубой, для улучшения обитаемости.

### Вооружение
Основное и единственное вооружение «Пуританина» должны были составлять два чудовищных, 508-миллиметровых гладкоствольных дульнозарядных орудия, разработанных Дальгреном. Пушки эти были специально спроектированы контр-адмиралом Джоном Дальгреном по заказу Эрикссона для вооружения крупных мониторов.
Каждое подобное 508-мм орудие весило 45 тонн — более чем вдвое больше, чем предшествующая 380-мм пушка. Оно стреляло ядром весом в 458,9 килограммов, на дистанцию до 8000 метров; эффективная дальность, однако, была много ниже. Предполагалось, что орудия этого типа смогут также стрелять и фугасными бомбами, но этот боеприпас для них так и не был создан до окончания Гражданской Войны.
Именно эти орудия стали одной из основных причин провала проекта «Пуританин». Производство таких чудовищных пушек было связано со столь большим числом осложнении, что до конца войны не было готово ни одно орудие. С 1864 по 1867 год литейный завод арсенала форта Питт с большим трудом изготовил четыре 508-миллиметровые пушки Дальгрена. Из-за особого статуса этих пушек, им были присвоены собственные имена — «Сатана», «Люцифер», «Молох» и «Вельзевул». Три орудия были в итоге приняты флотом, но никогда не покидали территорию завода. Четвёртое орудие («Вельзевул») было в 1869 продано в Перу и использовано как элемент береговых укреплений в Кальяо.

### Броневая защита
Борта «Пуританина» защищал мощный броневой пояс, изготовленный из кованых железных плит. Данные о его конструкции разнятся; по одним данным, пояс должен был быть набран из сплошных 150 миллиметровых плит, по другим — из 114 миллиметровой плиты, усиленной наложенными на неё шестью слоями 25 миллиметровых плит. Пояс крепился не непосредственно к обшивке борта, а к толстой деревянной подкладке, формировавшей выступ борта в верхней части.
Броневая башня защищалась наложенными друг на друга слоями 25 миллиметровых кованых железных плит, общей толщиной в 380 миллиметров. Такая слоистая броня уступала по снарядостойкости сплошной плите равной толщины, но была удобнее в изготовлении и ремонте. Рубка (установленная на крыше башни и удерживаемая в неподвижном положении центральным стержнем башни) защищалась двенадцатью слоями 25 мм плит до толщины в 305 миллиметров. Палуба защищалась одним слоем 38 миллиметровых плит.

### Силовая установка
В отличие от «Диктатора», «Пуританин» должен был приводиться в движение двумя винтами, на которые работала разработанная Эрикссоном компактная паровая машина с вибрирующими рычагами. Подробности силовой установки (никогда так и не смонтированной) не известны; она должна была включать шесть котлов неизвестного типа и обеспечивать мощность, достаточную для 15-узлового хода. Эрикссон всегда был излишне оптимистичен относительно ходовых качеств своих кораблей, обычно выдававших на 4-5 узла меньшую скорость.

## Судьба корабля
Заложенный в 1863 году на верфи «Континентал Айрон Уоркс», «Пуританин» был спущен на воду 2 июля 1864 года. Постройка корабля шла медленно, не в последнюю очередь из-за неясности вопроса с 508-мм артиллерией. К моменту завершения Гражданской Войны монитор все ещё находился на верфи.
В ноябре 1865 года Конгресс распорядился приостановить работы на недостроенных крупных мониторах с деревянными корпусами — «Пуританине» и четырёх кораблях типа «Каламазу» — и законсервировать их на верфях. В условиях послевоенных финансовых трудностей, испытываемых США, и наличия в строю множества новых военных кораблей военной постройки, подобное решение выглядело разумным; законсервированные недостроенные корабли не изнашивались, не требовали значительных средств на поддержание, и — потенциально — в случае возникновения угрозы нового военного конфликта, могли быть быстро введены в строй. Подобная практика была характерна для американского флота в первой половине XIX века. Недостроенный «Пуританин» остался стоять на верфи.

## USS Puritan (BM-1)
В 1873 году, когда возникла угроза войны с Испанией из-за инцидента с пароходом «Вирджиниус», военно-морской секретарь США обратился к Конгрессу с запросом о выделении средств на новые военные корабли. Так как кризис, в итоге, разрешился мирно, Конгресс отказал Робсону, однако согласился выделить средства на ремонт и модернизацию старых мониторов и на достройку монитора «Пуританин», находившегося в состоянии, близком к готовности.
Однако проведенная в 1874 году инвентаризация продемонстрировала удручающий факт: простоявший десять лет на приколе «Пуританин» находился в плохом состоянии и не мог быть использован из-за износа деревянного корпуса. Поэтому Робсон решил тайно продать старый монитор на лом, и на выделенные на его достройку деньги заказать частной верфи новый, современный корабль под тем же именем. В 1875 году корпус «Пуританина» был разобран на верфи «Джон Рош и сыновья», в качестве частичной уплаты за заложенный под тем же именем новый монитор.

## Оценка проекта
«Пуританин» завершил линейку эволюции мониторов конструкции Эрикссона, шедшую ещё от оригинального «Монитора». Технически, он представлял собой несколько увеличенный «Диктатор» с значительно усиленным вооружением (в определенной степени, доведенным до абсурда). Строившийся как океанский корабль, он, однако, страдал от тех же проблем, что и «Диктатор»; хотя он, несомненно, мог совершать океанские переходы, сражаться в открытом море он был бы не в состоянии. При любом волнении волны захлестывали бы его низкий надводный борт и — если бы орудийные порты башни были бы открыты для стрельбы — корабль мог бы затонуть от попадания воды через них.
В целом, это был мощный для своего времени корабль, с хорошей маневренностью и эффективной броневой защитой. Его вооружение — могучие 508-мм пушки — были более чем способны поразить на небольшой дистанции броню любого броненосца 1860-х и, вероятно, сохранили бы боевое значение и в 1870-х. Будучи достроенным, «Пуританин» мог бы стать сильнейшим из мониторов Соединенных Штатов.